# Tessa Worley
Tessa Worley (Annemasse, 4 oktober 1989) is een Frans alpineskiester, die gespecialiseerd is in de reuzenslalom. Ze vertegenwoordigde haar vaderland op de Olympische Winterspelen 2010 in Vancouver en op de Olympische Winterspelen 2018 in Pyeongchang.

## Carrière
Worleys carrière begon eind 2004 met deelnames aan diverse Europacupwedstrijden. Op 24 februari 2006 maakte ze in Ofterschwang haar wereldbekerdebuut met een 29e plaats op de reuzenslalom. In oktober 2007 behaalde de Française in Sölden haar eerste toptienklassering in een wereldbekerwedstrijd. Op 29 november 2008 boekte Worley in Aspen haar eerste wereldbekerzege. Op de wereldkampioenschappen alpineskiën 2009 in Val d'Isère eindigde ze als zevende op de reuzenslalom. Tijdens de Olympische Winterspelen van 2010 in Vancouver eindigde de Française als zestiende op de reuzenslalom.
In Garmisch-Partenkirchen nam Worley deel aan de wereldkampioenschappen alpineskiën 2011. Op dit toernooi veroverde ze de bronzen medaille op de reuzenslalom, op de slalom eindigde ze op de dertiende plaats. Op de wereldkampioenschappen alpineskiën 2013 in Schladming werd ze wereldkampioene op de reuzenslalom, daarnaast eindigde ze als 27e op de Super G. Door een blessure miste de Française de Olympische Winterspelen 2014 in Sotsji.
In Beaver Creek nam Worley deel aan de wereldkampioenschappen alpineskiën 2015. Op dit toernooi eindigde ze als dertiende op de reuzenslalom en als 24e op de Super G. Op de wereldkampioenschappen alpineskiën 2017 in Sankt Moritz behaalde ze de tweede wereldtitel in haar carrière op de reuzenslalom, op de Super G eindigde ze op de achtste plaats. In het seizoen 2016/2017 won de Française de wereldbeker op de Super G. Tijdens de Olympische Winterspelen van 2018 in Pyeongchang eindigde Worley als zevende op de reuzenslalom en als 28e op de Super G, samen met Adeline Baud Mugnier, Nastasia Noens, Julien Lizeroux, Clément Noel en Alexis Pinturault eindigde ze als vierde in de landenwedstrijd.

## Resultaten

### Olympische Spelen
| Jaar | Plaats      | Resultaten                                       |
| ---- | ----------- | ------------------------------------------------ |
| 2010 | Vancouver   | 16e Reuzenslalom                                 |
| 2018 | Pyeongchang | 4e Landenwedstrijd 7e Reuzenslalom 28e Super G   |
| 2022 | Peking      | 5e Landenwedstrijd 19e Super G DNF2 Reuzenslalom |

### Wereldkampioenschappen
| Jaar | Plaats                 | Resultaten                                          |
| ---- | ---------------------- | --------------------------------------------------- |
| 2009 | Val d'Isère            | 7e Reuzenslalom                                     |
| 2011 | Garmisch-Partenkirchen | Landenwedstrijd · Reuzenslalom · 13e Slalom         |
| 2013 | Schladming             | Reuzenslalom · 5e Landenwedstrijd · 27e Super G     |
| 2015 | Beaver Creek           | 5e Landenwedstrijd 13e Reuzenslalom 24e Super G     |
| 2017 | Sankt Moritz           | Reuzenslalom · Landenwedstrijd · 8e Super G         |
| 2019 | Åre                    | 5e Landenwedstrijd 6e Reuzenslalom 16e Super G      |
| 2021 | Cortina d'Ampezzo      | Parallel · 7e Reuzenslalom · 13e Super G            |
| 2023 | Courchevel-Méribel     | 9e Super G DNF2 Reuzenslalom DNS2 Alpine combinatie |

### Wereldbeker
Eindklasseringen
| Seizoen   | Algm | AD  | SL  | RS     | SG  | SC  |
| --------- | ---- | --- | --- | ------ | --- | --- |
| 2005/2006 | 118e | -   | -   | 57e    | -   | -   |
|           |      |     |     |        |     |     |
| 2007/2008 | 42e  | -   | -   | 14e    | -   | -   |
| 2008/2009 | 39e  | -   | -   | 11e    | -   | -   |
| 2009/2010 | 37e  | -   | 37e | 13e    | -   | -   |
| 2010/2011 | 16e  | -   | 34e | Zilver | 43e | 27e |
| 2011/2012 | 11e  | 39e | 27e | Brons  | 37e | 23e |
| 2012/2013 | 11e  | -   | 38e | 4e     | 22e | 25e |
| 2013/2014 | 40e  | -   | -   | 16e    | 22e | -   |
| 2014/2015 | 49e  | -   | -   | 13e    | 34e | -   |
| 2015/2016 | 27e  | 35e | -   | 11e    | 21e | 11e |
| 2016/2017 | 6e   | -   | -   | Goud   | 9e  | 32e |
| 2017/2018 | 13e  | -   | -   | Zilver | 18e | -   |
| 2018/2019 | 14e  | -   | -   | Brons  | -   | -   |
| 2019/2020 | 29e  | -   | -   | 8e     | 30e | -   |
| 2020/2021 | 12e  | -   | -   | Brons  | 17e |     |
| 2021/2022 | 8e   | -   | -   | Goud   | 13e |     |
| 2022/2023 | 16e  | -   | -   | 8e     | 12e |     |

Wereldbekerzeges
| Datum            | Plaats        | Onderdeel    |
| ---------------- | ------------- | ------------ |
| 29 november 2008 | Aspen         | Reuzenslalom |
| 12 december 2009 | Åre           | Reuzenslalom |
| 27 november 2010 | Aspen         | Reuzenslalom |
| 12 december 2010 | Sankt Moritz  | Reuzenslalom |
| 28 december 2010 | Semmering     | Reuzenslalom |
| 21 januari 2012  | Kranjska Gora | Reuzenslalom |
| 12 februari 2012 | Soldeu        | Reuzenslalom |
| 15 december 2013 | Sankt Moritz  | Reuzenslalom |
| 26 november 2016 | Killington    | Reuzenslalom |
| 10 december 2016 | Sestriere     | Reuzenslalom |
| 7 januari 2017   | Maribor       | Reuzenslalom |
| 27 januari 2018  | Lenzerheide   | Reuzenslalom |
| 27 oktober 2018  | Sölden        | Reuzenslalom |
| 26 januari 2021  | Kronplatz     | Reuzenslalom |
| 28 december 2021 | Lienz         | Reuzenslalom |
| 6 maart 2022     | Lenzerheide   | Reuzenslalom |